# Strophurus strophurus
Strophurus strophurus — вид геконоподібних ящірок родини диплодактилідів (Diplodactylidae). Ендемік Австралії.

## Поширення і екологія
Strophurus strophurus мешкають на західному узбережжі Західної Австралії та у внутрішніх районах штату. Вони живуть в чагарникових акацієвих заростях. Ведуть переважно деревний спосіб життя.